# Ralf Moeller
Ralf Rudolf Möller, meglio noto come Ralf Moeller (Recklinghausen, 12 gennaio 1959), è un attore ed ex culturista tedesco naturalizzato statunitense.

## Biografia
Sposato e con due figli, Möller è stato eletto Mr. Universo nel 1985, iniziando poi a lavorare come attore dal 1988 e diventando noto soprattutto per il ruolo di Hagen nel lungometraggio Il gladiatore (2000). La sua filmografia comprende anche un film italiano, Occhio alla perestrojka (1990). Ha interpretato il ruolo del perfido Thorak nel film campione di incassi Il Re Scorpione (2002).

## Filmografia parziale

### Cinema
- Cyborg, regia di Albert Pyun (1989)
- Occhio alla perestrojka, regia di Castellano e Pipolo (1990)
- I nuovi eroi (Universal Soldier), regia di Roland Emmerich (1992)
- Kickboxing mortale (Best of the Best 2), regia di Robert Radler (1993)
- Il gladiatore (Gladiator), regia di Ridley Scott (2000)
- Il Re Scorpione (The Scorpion King), regia di Chuck Russell (2002)
- Pathfinder - La leggenda del guerriero vichingo (Pathfinder), regia di Marcus Nispel (2007)
- Seed, regia di Uwe Boll (2007)
- Postal, regia di Uwe Boll (2007)
- Il tempo della cometa (Koha e kometës), regia di Fatmir Koci (2008)
- Far Cry, regia di Uwe Boll (2008)
- Alone in the Dark II, regia di Michael Roesch e Peter Scheerer (2009)
- The Tourist, regia di Florian Henckel von Donnersmarck (2010)
- Sabotage, regia di David Ayer (2014)
- Last Cop - L'ultimo sbirro (Der letzte Bulle), regia di Peter Thorwarth (2019)
- Kung Fury 2, regia di David Sandberg (2020)
- Breach - Incubo nello spazio (Breach), regia di John Suits (2020)

### Televisione
- Conan – serie TV, 22 episodi (1997-1998)
- Relic Hunter – serie TV, episodio 3x04 (2001)
- La saga dei Nibelunghi (Curse of the Ring), regia di Uli Edel – film TV (2004)

## Doppiatori italiani
- Carlo Valli in Occhio alla perestrojka
- Paolo Buglioni in Il gladiatore
- Eugenio Marinelli in Il Re Scorpione
- Stefano Mondini in Postal